# It’s a Musical
It’s a Musical ist ein Indietronic-Duo, bestehend aus der Schwedin Ella Blixt und dem Deutschen Robert Kretzschmar. Ellinor (Ella) Blixt, geboren 1983 in Hultsfred, Schweden, ist eine Musikerin, Sängerin und Komponistin und arbeitet unter dem Künstlernamen Bobby Baby. Robert Kretzschmar ist ebenfalls Musiker und Komponist und stammt aus Weißenborn, Thüringen.

## Bandgeschichte
2006 ging Ella Blixt auf eine einwöchige Tour durch Süddeutschland und wurde dabei im Vorprogramm von Robert Kretzschmars Duo Lady Boy begleitet. Aufgrund ähnlicher Auffassung von guter Musik beschlossen die beiden, gemeinsam Songs zu komponieren und einzuspielen. Nachdem Blixt von Malmö nach Berlin gezogen war, starteten sie ihr Musikprojekt und nannten es It's a Musical. In dieser Formation spielte Robert Kretzschmar Schlagzeug und Vibraphon und sang auch. Ella Blixt spielte Orgel, Piano, Keyboard und sang ebenfalls.
Im Frühjahr 2007 nahmen sie die Demo-EP The Music Makes Me Sick auf, wodurch das Independent-Plattenlabel Morr Music auf das Duo aufmerksam wurde und die beiden für ein Album unter Vertrag nahm. Blixt und Kretzschmar schrieben alle Songs gemeinsam. Im Oktober 2008 erschien das Album und trug ebenfalls den Namen The Music Makes Me Sick. Im Sommer 2009 ging It’s a Musical zusammen mit Sin Fang Bous und Borko auf Deutschland-Tour, die nach München, Wiesbaden und Berlin führte. Für vier Jahre gab es von It’s a Musical keine weiteren Veröffentlichungen. Erst 2012 erschien mit For Years and Years wieder ein Longplayer des Duos. 2013 veröffentlichten sie die EP Summer Break und waren als Support der deutschen Band Tocotronic auf Hallentour.

## Diskografie

### Singles
- 2008: The Music Makes Me Sick (Morr Music)
- 2009: Pain Song (New Music Club)

### EPs
- 2013: Summer Break (Sound of a Handshake)

### Alben
- 2008: The Music Makes Me Sick (Morr Music)
- 2012: For Years and Years (Morr Music)

### Kompilationbeiträge
- 2008: The Music Makes Me Sick – achtung music – new berlin talent (Berlin Music Commission)
- 2009: In Case of Harmony – Not Given Lightly: A Tribute To The Giant Golden Book Of New Zealands Alternative Music Scene (Morr Music)